# Pueblo de Sandía
Los sandía son una tribu amerindia de la cultura pueblo y de lengua tihua meridional (grupo de lenguas kiowa-tanoanas) originaria del estado estadounidense de Nuevo México. Se autodenominan nafiat "lugar donde el viento levanta el polvo". Su lengua tenía 137 parlantes en 1962, los cuales también hablaban el español dialectizado.

Vivían en el pueblo sandía, situado al este del Río Grande, 5 km al sur de Bernalillo, en Nuevo México  . 
En su pueblo estaban censadas 420 personas en 1995, según el BIA, y 488 en 2000 según el censo.

Existen pruebas arqueológicas de que el territorio fue habitado probablemente alrededor del año 14 000 a. C. En 1540 fueron visitados por el español Juan Vázquez de Coronado, y en 1610 por Fray Esteban de Perea, el llamado apóstol de los Sandía, quien intentó convertirlos al cristianismo. Como fueron esclavizados para trabajar en las minas, en 1680 se sumaron a la revuelta general de los pueblo dirigida por Popé.
Posiblemente recibieron este nombre de los españoles, en referencia a la abundancia de este cultivo en sus tierras.